# Kristina Boréus
Ruth Kristina Boréus, född 14 juli 1959 i Spånga församling i Stockholm, är en svensk professor i statsvetenskap vid Stockholms universitet. Hon disputerade på en avhandling om den ideologiska förändringen ("högervågen") i Sverige från 1960-talet och framåt.